# 王丽萍 (编剧)
王丽萍（1963年7月—），中国编剧、作家、制片人，国家一级编剧，曾获得全国德艺双馨电视艺术工作者、全国三八红旗手标兵，中国电视艺术家协会副主席，第十三届、第十四届全国政协委员。其擅长家庭伦理题材，代表作包括电视剧《婆婆媳妇小姑》《错爱一生》《媳妇的美好时代》《生活启示录》《大好时光》等。现供职于上影集团旗下的上影电视剧公司。

## 生平
王丽萍1963年出生于浙江杭州，父亲是抗美援朝老兵，母亲是语文老师、小学校长，王丽萍在高考落榜后参军入伍，在14年的军旅生涯中，做过记者、通讯员、宣传干事、图书管理员、电影放映员。在此期间，发表了第一部小说《我爱阳光》。1984年，以第一名的成绩考入南京政治学院新闻系。其后，与和作家鲁彦周之子鲁书潮相识，婚后随夫于合肥生活，在《安徽日报》任文化版记者，写过电影剧本，还在当地电台做过几年夜间节目的主持人，1994年，被导演石晓华相中，正式进入编剧行业。1998年，其编剧作品《婆婆媳妇小姑》首播，被视为中国内地“婆媳剧”鼻祖。1999年，作为特殊人才从安徽举家引进上海，为收集创作素材，曾担任上海电视台法律节目《案件聚焦》、《社会方圆》策划、撰稿，是电视节目《相约星期六》的知名情感调解嘉宾。2005年，其编剧作品《错爱一生》在中央电视台电视剧频道播出，取得空前成功。2009年，担任家庭剧《媳妇的美好时代》的编剧，凭该剧获得第28届电视剧飞天奖及第16届上海电视节白玉兰奖最佳编剧奖。2013年，转型兼任电视剧出品人，先后创作“上海三部曲”(《我家的春秋冬夏》、《生活启示录》、《大好时光》)。2015年，被全国妇联授予“全国三八红旗手标兵”，2016年6月，上海王丽萍影视工作室正式揭牌成立。2023年9月，当选中国电视艺术家协会副主席。